# The Golden Boy
Pour les articles homonymes, voir Golden boy.
The Golden Boy est une chanson enregistrée par le chanteur de Queen Freddie Mercury avec la cantatrice catalane Montserrat Caballé.

À l'origine dans l'album Barcelona, la chanson a été publiée en 45 tours 2 semaines après sa sortie dans l'album, avec un autre extrait de LP, The Fallen Priest en face B. La chanson a atteint la 86e place dans le UK Singles Chart.

## Personnel
- Freddie Mercury - chant, piano, arrangements
- Montserrat Caballé - chant
- Mike Moran - claviers, arrangements